# Tanjung Begelung
Tanjung Begelung is een bestuurslaag in het regentschap Tanggamus van de provincie Lampung, Indonesië. Tanjung Begelung telt 1551 inwoners (volkstelling 2010).